# Graancirkel

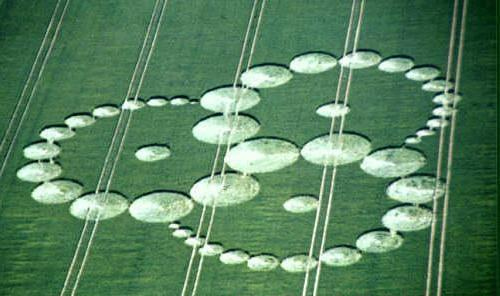
Graancirkels in de vorm van een triskelion

Graancirkels zijn geometrische, vaak complexe vormen van platgelegd graan of andere gewassen. De grootte kan variëren van circa één meter tot enkele honderden meters in diameter. Graancirkels worden meestal in het geheim en 's nachts gemaakt. De suggestie wordt vaak gewekt dat buitenaardse wezens de makers zijn, wat soms ook wordt geloofd, maar de waarnemingen zijn vooralsnog consistent met de verklaring dat ze van menselijke oorsprong zijn. Diverse menselijke makers hebben dit ook publiekelijk bekendgemaakt.
Het onderzoek naar graancirkels wordt cereologie genoemd; vergelijk cereals, ontbijtgraan en Ceres, de godin van het graan. 
In de twintigste eeuw zijn ook geometrische geogliefen ontstaan die over een kam geschoren werden met graancirkels. 

## Geschiedenis

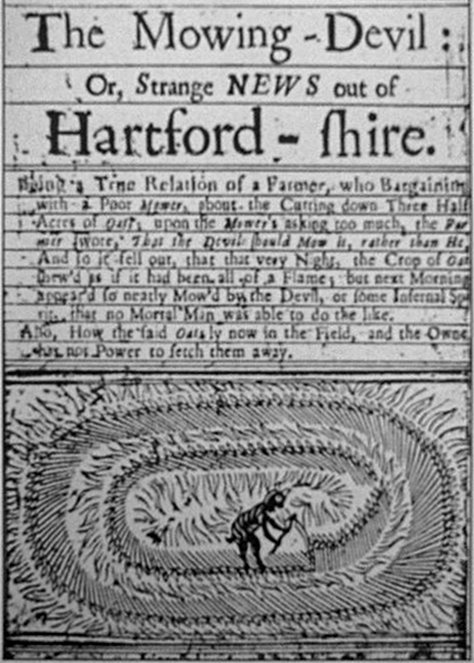
De duivel maait een graancirkel. Uit een 17e-eeuwse Engelse krant.

Meldingen van geheimzinnige graancirkels bestaan zeker al sinds de 17e eeuw. Een van de oudste beschrijvingen komt van een Engels vlugschrift van 22 augustus 1678 met daarop een verhaal over een boer wiens akker door de duivel was gemaaid, op een manier waarop geen mens het had kunnen doen. Op een begeleidende afbeelding is een ovaal in het graan te zien waarin een zwart duiveltje met een zicht, een soort korte zeis, aan de gang is.
In de jaren 1970 ontstond er een hype rond het fenomeen graancirkel. In het zuiden van Engeland werden meldingen gedaan van nachtelijke graancirkels bij oude Keltische heiligdommen, zoals Silbury Hill, de steencirkel van Avebury, Stonehenge en het Witte paard van Uffington. Spoedig doken ze ook elders in de wereld op. Inmiddels zijn er ruim 7.000 geregistreerd in meer dan 60 landen. De meeste cirkels worden nog steeds in Engeland gevonden, met name in Zuidwest-Engeland, in de buurt van Stonehenge en Avebury (Graafschap Wiltshire). Het verschijnsel viel samen met de toenemende aandacht voor het paranormale en de opkomst van de New Age-beweging. In de 21ste eeuw is er nog steeds sprake van waarnemingen wereldwijd. In de Amerikaanse staat Washington werden tussen 2008 en 2012 meermaals cirkels gevonden bij het stadje Wilbur.

### Nederland
Een publicatie van de Crop Circle Group uit 2016 stelt dat graancirkels in de jaren 1930 en 1950 in Nederland voorkwamen. In 1986 zou er voor het eerst een krant melding van gemaakt hebben: bij de Usseler es, aan de rand van Enschede.:23 In 1990 stelde Trouw dat er rond 1950 een cirkel waargenomen was.
Vanaf de jaren negentig verschenen er steeds meer graancirkels in Nederland. In het recordjaar 1996 werden in totaal 98 graancirkels gemeld. Hier werden de graancirkels vaak gevonden in Hoeven (bij Etten-Leur, Noord-Brabant), de woonplaats van het zelfverklaard medium Robbert van den Broeke, en in Zuid-Limburg, maar ook op andere plaatsen. Ook in België zijn graancirkels gevonden, zij het in minder grote aantallen.
Er zijn uitgebreide verslagen en video's bekend van hoe graancirkelmakers graancirkels weten te fabriceren, vaak door henzelf gemaakt. In 2009 werd in de Wilhelminapolder ten noorden van Goes een zeer grote graancirkel door mensen gemaakt. Deze werd in 2013 door het Guinness Book of Records uitgeroepen tot grootste graancirkel ter wereld.

## Figuren
De rapportages zijn in de loop van de tijd veranderd. De term wordt niet alleen gebruikt voor cirkels in graan, maar ook voor andere figuren in andere gewassen.
Volgens de Crop Circle Group komen ze het meest voor in tarwe en gerst, maar ook in koolzaad, maïs, gras, vlas, klaprozen, komkommerkruid, spinazie, tuinbonen, wortelen en aardappelen. Op het zuidelijk halfrond werden graancirkels gemeld in tabaks- en rijstvelden.:3 Ook doken ze op in woestijnbodems en zouden ze in sneeuw voorkomen. Deze geogliefen kregen een ontvangst vergelijkbaar met de graancirkels.
Verder is er meestal geen sprake meer van cirkels. Er komen complexe figuren voor, zoals een Sri Yantra die in augustus 1990 verscheen in Mickey Basin, de bedding van een drooggevallen meer in de Alvordwoestijn van Oregon. Deze figuur had 21 kilometer aan lijnen van tien centimeter diep:3'50'' en een oppervlakte van een kleine 500 m².:10'35''

## Verklaringen

### Menselijke origine
Van een deel van de graancirkels is vastgesteld dat ze door mensen zijn gemaakt, om diverse redenen. Sommigen willen aantonen dat graancirkels door mensenhanden kunnen worden gemaakt. Zij behoren tot groepen die het maken van figuren in graan als hobby hebben, en zijn verantwoordelijk voor graancirkels met soms zeer ingewikkelde geometrische patronen. De meeste van deze groepen maken de cirkels met toestemming van de eigenaar van het land en laten achteraf ook weten dat zij het zijn geweest die de cirkel hebben gemaakt, vaak nadat de pers en 'deskundigen' de cirkel als 'niet-door-mensenhanden-gemaakt' hebben aangemerkt.
De genoemde Sri Yantra in Oregon is geclaimd door een kunstenaarsgroep uit Fairfield rond Bill Witherspoon. Volgens hem hadden ze het patroon in enkele dagen gemaakt met een cultivator, paaltjes, 21 kilometer koord, meetlint, een verrekijker en een ontwerptekening, maar dat stuitte op ongeloof.:10'22'' In 2019 kwam een documentaire uit over de totstandkoming, maar blijkens commentaren op YouTube blijven andere zienswijzen aantrekkelijk: Deze Sri Yantra werd met gebruik van spirituele energie in die woestijn gemaakt door iemand die Sri Vidya zeer toegewijd is en Het is een heilig patroon dat eigen is aan de aard van de werkelijkheid, misschien is het een natuurlijke formatie…
Beroemde graancirkelmakers zijn Doug Bower en Dave Chorley, die hebben aangetoond dat mensen met eenvoudige hulpmiddelen ingewikkelde patronen in graan kunnen maken. Voor dit werk ontvingen zij in 1992 de Ig Nobelprijs. Andere graancirkelmakers vinden het amusant mensen in de waan te laten dat buitenaardse wezens er verantwoordelijk voor zijn.

### Niet-menselijke origine
Trouw haalde in 1990 een onderzoeker aan die de oorzaak voor de cirkels zocht in aerodynamische verschijnselen die zich kunnen voordoen bij atmosferische inversie. De Brit Colin Andrews, publiceerde eind jaren 1980 met Pat Delgado het boek Circular Evidence: A Detailed Investigation of the Flattened Swirled Crops. Volgens dit boek zou Delgado het fenomeen al in 1981 onder de aandacht gebracht hebben. Andrews oogstte in 1992 in Amsterdam veel succes met een urenlange lezing over graancirkels, waarin hij de cirkels in verband bracht met buitenaards leven en met schrift en symbolen van  Hopi-indianen, Aboriginals en Kelten. Hij stelde dat de Verenigde Naties zich ermee bezighield en verbond die bemoeienis met de Nieuwe Wereldorde. Hij presenteerde zich als onderzoeker en stelde dat Japan, de Verenigde Staten en Australië er onderzoek naar deden, maar dat de media de onderzoeken tegenwerkten.
Mensen die geloven dat er graancirkels bestaan die niet door mensenhanden worden gemaakt, voeren onder andere de volgende argumenten aan:
- De zeer complexe figuren zijn in zeer korte tijd gemaakt.
- Er zijn geen sporen van menselijke activiteiten aangetroffen.
- Zeer dikke stengels zoals van maïs of zeer brosse stengels zoals van koolzaad zijn omgebogen zonder breuk.
- "Multi-layering" bij gewassen; onder de bovenste omgebogen laag is een laag die de andere kant is omgebogen.
- Klaprozen en andere planten in een graancirkel zijn rechtop gebleven te midden van het omgebogen graan.
- Biofysische veranderingen zoals afwijkende ontkiem- en groeipatronen van graan, verschil in knooplengte en ontplofte knopen van stengels en verdwenen zaden.
- Het ontstaan van ghosts: afdrukken van de graancirkel die pas een volgend seizoen zichtbaar worden.
- Sporen van hitte aan gewassen en bodem.
- Geen bereik van mobiele telefoons binnen de graancirkels, maar erbuiten wel.
- Vreemde substanties die in de graancirkel worden aangetroffen en die daarbuiten niet voorkomen.
- Invloed op lichaam en geest bij verblijf in een graancirkel: zoals misselijkheid, hoofdpijn, extreme vermoeidheid, oorsuizen, maar ook warmtesensaties, diepe ontspanning en spontane genezingen.
- De graancirkels voldoen soms aan een aantal zeer complexe wiskundige wetmatigheden. Hierbij moet opgemerkt worden dat sommige van deze echtheidskenmerken ook wel zijn waargenomen door enkele 'graancirkelexperts' bij graancirkels die achteraf door grappenmakers gemaakt bleken te zijn.

## Onderzoek naar graancirkels in Nederland

### I.O.N.
De graancirkels die sinds 1986 in Nederland ontstaan zouden zijn, werden als eerste in kaart gebracht door het I.O.N. (Integraal Onderzoek Natuurfenomenen) die zijn zetel had in het Natuurmuseum te Enschede. Deze groep werd in 1993 opgericht door Rudi Klijnstra en Reindert Rooker en had sinds 1994 een graancirkel- en ufo-meldpunt. De bevindingen van het I.O.N. werden met name tijdens lezingen in het Natuurmuseum bekendgemaakt, wat landelijke bekendheid veroorzaakte. In 1996 en 1997 organiseerde het I.O.N. de eerste graancirkel-sympiosia, in Oibibio in Amsterdam. Daarnaast publiceerde het I.O.N. als eerste in Nederland de graancirkelvondsten op internet. Het hield dit 'NL Graancirkel Archief' bij tot en met 2000. Het werd gepubliceerd in het boek In De Ban van de Cirkel, graancirkelvondsten in de Lage Landen van Rudi Klijnstra (Indigo, 2000).

### DCCCS
Een latere organisatie voor graancirkelonderzoek was de DCCCS (Dutch Center for Crop Circles Studies) dat in 1995 werd opgericht in Amsterdam tijdens een workshop van de Engelse cereoloog Busty Taylor. De DCCCS werkte nauw samen en deed veldwerk voor BLT-resarch in de VS door onder meer monsters in graancirkels te nemen, waarna de halmen werden onderzocht.

### Expositie graancirkels en onderzoek
In 2016 was in Nederland een tentoonstelling over graancirkels en het onderzoek te zien: Graancirkels, de onbekende feiten. Deze reizende tentoonstelling wilde een beeld geven van het graancirkelfenomeen: de graancirkels waarvan aangetoond is dat deze door mensen zijn vervaardigd, maar ook waarvan dat niet is aangetoond.

## Film
Graancirkels komen voor in de Amerikaanse sf-film Signs. Een zekere Graham Hess treft ze op een dag ineens aan op z'n land waarna een angstwekkende zoektocht naar de waarheid achter deze cirkels volgt.